# Rowland Hill (Postmann)

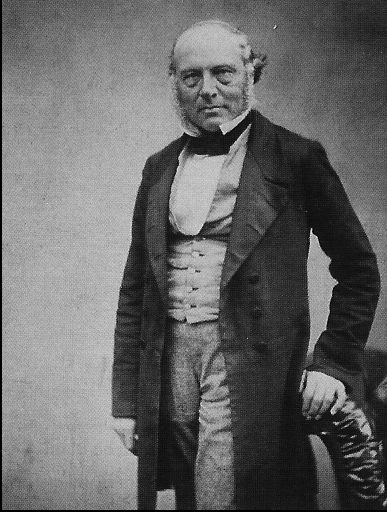
Sir Rowland Hill

Sir Rowland Hill (* 3. Dezember 1795 in Kidderminster; † 27. August 1879 in Hampstead) war ein Reformator des englischen Postwesens.

## Leben
Rowland Hill wurde als Neffe des Generals Rowland Hill geboren. Er war bis 1833 Lehrer, wurde dann Schriftführer der Society for the diffusion of useful knowledge und erregte großes Aufsehen durch seine Schrift Post office reform, lts importance and practicability (Lond. 1837), in welcher er eine tiefgreifende Reform des englischen Postwesens, namentlich auch einen einheitlichen Portosatz von 1 Penny für Briefe bis zum Gewicht von 0,5 Unze innerhalb des Landes, forderte. Diese Forderung wurde 1840 zum Gesetz erhoben, und Hill trat in den Dienst der Post. Mit der Hillschen Postreform wurde auch das Prinzip eingeführt, dass der Versender und nicht der Empfänger das Briefporto zu zahlen hat. Die Bezahlung des Portos durch den Empfänger war in England vor 1840 üblich.
Sir Rowland Hill gilt als der „Vater der Briefmarke“. Er entwickelte 1837 die Idee für die so genannte Portoquittung, die heutige Briefmarke. Nach Chalmers (The penny postage scheme of 1837: was it an invention or a copy, London 1879) war nicht Hill, sondern William Lowther, 2. Earl of Lonsdale (1787–1872), der Erfinder des Pennyportos.
Hill wurde 1846 Sekretär des Generalpostmeisters, 1854 dirigierender Sekretär des Postdepartements, trat 1864 in den Ruhestand und starb am 27. August 1879 in Hampstead bei London.
Hills Adresse in London waren die Cartwright Gardens.

## Ehrungen
1857 wurde Hill als Mitglied („Fellow“) in die Royal Society aufgenommen. 1860 wurde er als Knight Commander des Order of the Bath geadelt.
In Anerkennung seiner Verdienste erhielt Hill eine Nationalbelohnung von 20.000 Pfund Sterling (heutiger Wert etwa 2.540.000 Pfund), wurde in der Westminsterabtei beigesetzt, und 1881 wurde dort seine Büste, 1882 ein anderes Denkmal der Börse gegenüber enthüllt.
1968 erschien eine Briefmarke des Fürstentums Liechtenstein (Michel-Nr. 503) mit einem Porträt von ihm, als eine Marke vom Satz mit dem Namen „Pioniere der Philatelie“.